# Adam Bitis
Adam Bitis (ur. w 1836 w Białozoryszkach w powiecie szawelskim, zm. w 1884) – uczestnik powstania styczniowego, dowódca oddziału powstańczego na Litwie, chłop z pochodzenia, „legenda Żmudzi”.

## Cytat
- My zginiem i długa noc na grobach naszych zalegnie – ale wy panno, dzieciom małym opowiadajcie o nas, aby tę broń podjęły, którą zakopią po borach niedobitki ostatnie.

## Literatura dodatkowa
- Ryszard Mienicki: Bitis Adam. W: Polski Słownik Biograficzny. T. 2: Beyzym Jan – Brownsford Marja. Kraków: Polska Akademia Umiejętności – Skład Główny w Księgarniach Gebethnera i Wolffa, 1936, s. 114. Reprint: Zakład Narodowy im. Ossolińskich, Kraków 1989, ISBN 83-04-03291-0
- Nekrolog, Gazeta Narodowa 24.1.1884